# Khoshkarvandan
Khoshkarvandan (em persa: خشكاروندان, romanizada como Khoshkārvandān; também conhecida como Khoshkāvandān) é uma aldeia do distrito rural de Kurka, situada no distrito central de Astaneh-ye Ashrafiyeh, na província de Gilan, no Irã. No censo de 2006, sua população era de 820, em 233 famílias.